# Oppens
Oppens – miejscowość i gmina (commune) w zachodniej Szwajcarii, w kantonie Vaud, w okręgu (district) Gros-de-Vaud. Leży nad rzeką Sauteru.

## Demografia
W Oppens mieszka 201 osób. W 2021 roku 25,4% populacji gminy stanowiły osoby urodzone poza Szwajcarią. 